# Konrad Bartelski
Konrad Bartelski (* 27. Mai 1954 in London) ist ein ehemaliger britischer Skirennläufer. Bartelski war bis 2019 der erfolgreichste britische Weltcup-Rennläufer.

## Biografie
Bartelski wuchs in den Niederlanden auf. 1972 nahm er als 17-Jähriger in Sapporo erstmals an Olympischen Winterspielen teil. Einen Achtungserfolg landete er bei den Skiweltmeisterschaften 1974 in St. Moritz, wo er in der Abfahrt auf den 15. Platz fuhr.
Für Aufsehen sorgte Bartelski in der Saison 1974/75 durch einen dramatischen Sturz. Bei der Weltcupabfahrt von Megève am 1. Februar 1975 kam er bei einem Sprung kurz vor dem Zieleinlauf mit der Hinterkante seiner Skier wieder auf der Piste auf und überschlug sich. Mit einer schweren Gehirnerschütterung und einem Bruch des Nasenbeins wurde er per Helikopter in das Krankenhaus eingeliefert. Nach einer Woche im Krankenhaus und einer Erholungsphase zuhause stand Bartelski vier Wochen nach seinem Sturz wieder auf Skiern.
Einen weiteren Achtungserfolg landete er bei den Olympischen Winterspielen 1980 mit einem 12. Platz in der Olympiaabfahrt von Lake Placid. Damit egalisierte er das beste Ergebnis eines britischen Skirennläufers bei Olympischen Winterspielen, jenes von Peter Lunn im Jahr 1936.
Den größten Erfolg seiner Karriere feierte er dann schließlich in der Weltcupsaison 1981/82. Knapp sieben Jahre nach seinem schweren Sturz gelang ihm bei der Weltcupabfahrt von Gröden auf der Saslong am 13. Dezember 1981 die Fahrt seines Lebens. Bis kurz vor Schluss seines Laufs lag der mit Nr. 29 gestartete Bartelski mit etwa einer Zehntelsekunde in Führung (gemessene Zwischenzeiten: vorerst 0,15, später 0,22 s Vorsprung). Beim verpatzten Zielsprung büßte er zwar viel Zeit ein, lag am Ende des Rennens aber auf Platz 2, 11 Hundertstel hinter dem Sieger Erwin Resch. Der Kommentator des französischen Fernsehens rief ob dieser Sensation: Ce n’est pas possible! C’est un anglais! (deutsch: Das ist nicht möglich! Das ist ein Engländer!). Bis zum 22. Januar 2017, als Dave Ryding beim Slalom am Ganslernhang in Kitzbühel ebenfalls Zweiter wurde, war Bartelski der einzige britische Alpin-Skiläufer, der je einen zweiten Platz erreichte. Mit dem zweiten Platz von Ryding 2019 in Oslo verlor er seinen Status als erfolgreichster britischer Alpin-Skiläufer.
Im Verlauf der Saison fuhr er noch drei weitere Male in die Punkteränge. Sein Husarenritt von Gröden blieb jedoch ein einmaliges Ereignis. 1983 beendete Bartelski seine aktive Laufbahn und arbeitete in den folgenden Jahren als Sportkommentator. Heute ist er als Produzent und Consultant im Medienbereich tätig.

## Erfolge

### Olympische Winterspiele
- Sapporo 1972: 43. Abfahrt, DNF1 Riesenslalom, DNF1 Slalom
- Innsbruck 1976: DNF Abfahrt, DNF1 Riesenslalom, DNF1 Slalom
- Lake Placid 1980: 12. Abfahrt, 39. Riesenslalom, DNF1 Slalom

Bis 1980 zählten Olympische Winterspiele gleichzeitig als Weltmeisterschaften.

### Weltmeisterschaften
- St. Moritz 1974: 15. Abfahrt
- Garmisch-Partenkirchen 1978: 17. Abfahrt[2]
- Schladming 1982: 16. Abfahrt[3]

### Weltcup
- 1 Podestplatz